# Iloca

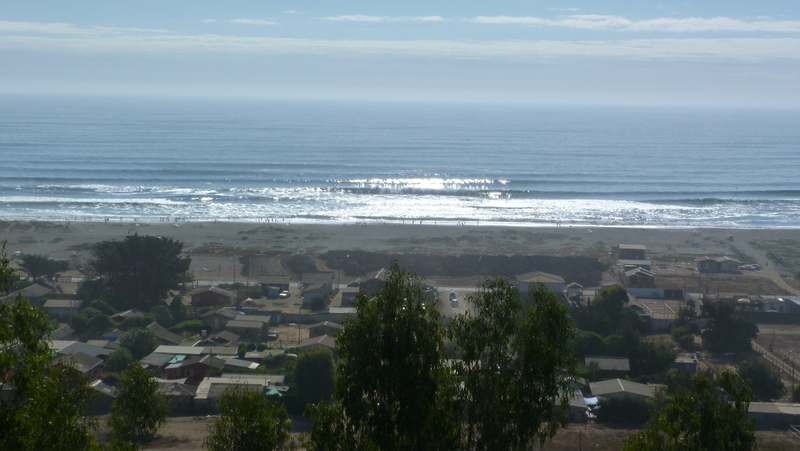
Vista de Iloca desde el Cerro

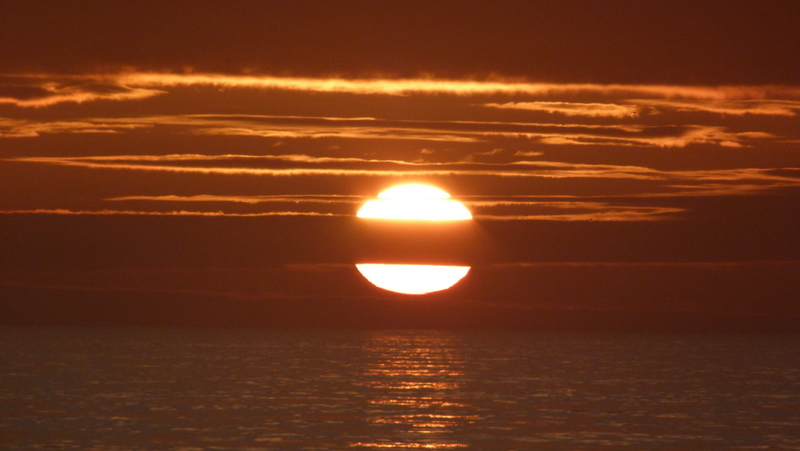
Puesta de sol en Iloca

Iloca (del mapudungun: ilokan ‘carnear’) es una aldea costera ubicada en la comuna de Licantén, Provincia de Curicó, en la Región del Maule en la zona central de Chile.
Es el principal balneario de la provincia de Curicó. Se caracteriza por tener extensas playas de arenas muy finas y de color gris. La temperatura del agua es muy baja, como la mayoría de la costa central de Chile, debido a la presencia de la Corriente de Humboldt.

## Toponimia
El nombre "Iloca" proviene del mapudungún ilokan, que significa carnear, es decir, matar a un animal para extraer la carne.

## Historia

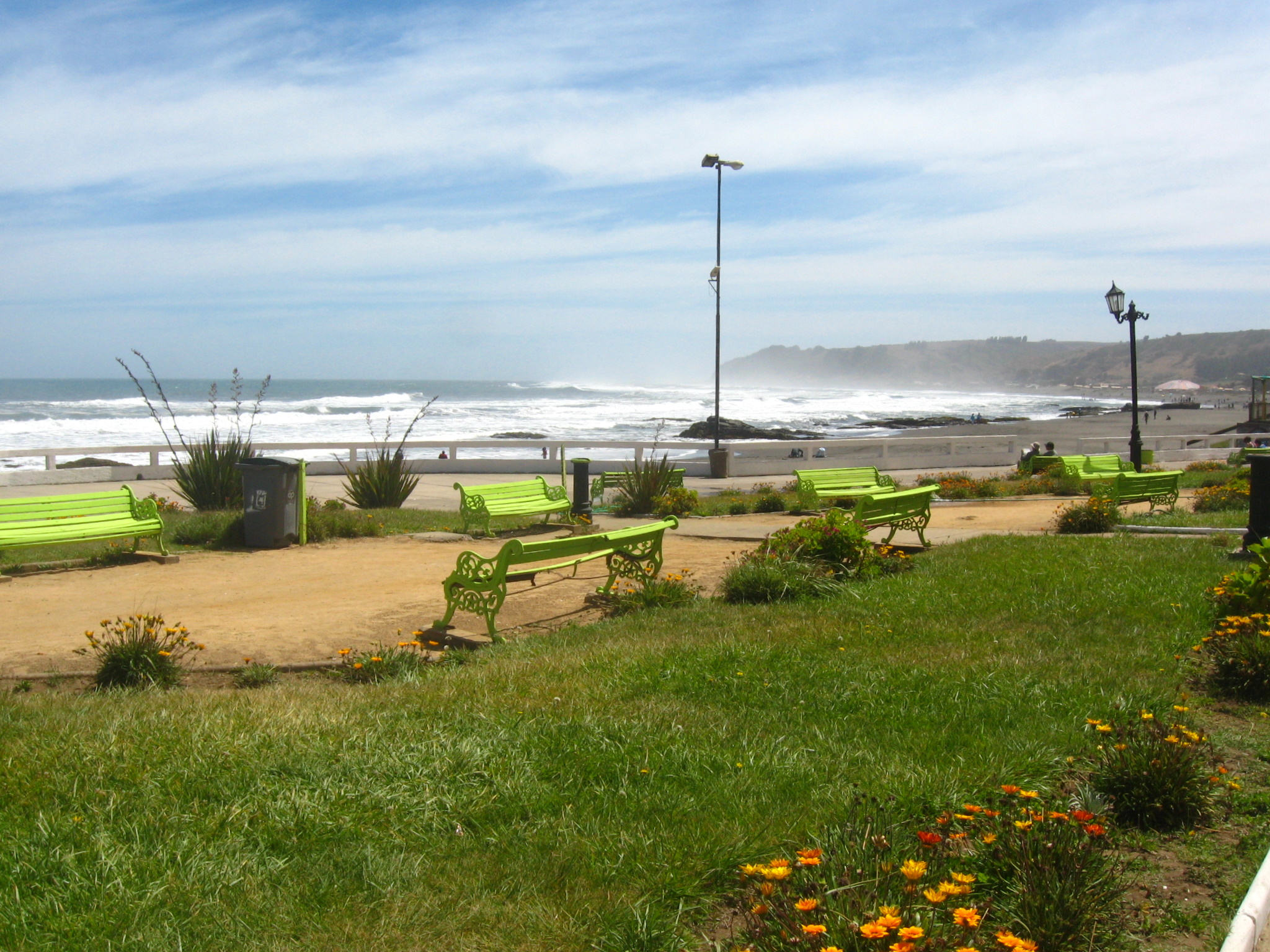
Plaza de Iloca antes del terremoto de 2010.

Iloca nace en 1871. Agustín Besoaín es considerado su fundador (no se tiene noticias sobre su descendencia en la zona) y además a quien debe su nombre la calle principal (Avenida Besoaín) construyó su casa patronal en lo que hoy conocemos como la Hostería Iloca. Entre las primeras familias que llegaron a este balneario se encuentra a la familia de Manuel Vidal y Manuel Avilés.

Iloca.-—Aldea del departamento de Vichuquén, situada en la ribera del Pacífico entre la boca del Mataquito, á diez kilómetros al S., y el caserío de Lepimávida, más ó menos distante al N. Ocupa un pequeño plano junto á la playa por donde desagua un corto arroyo, que baja de las medianas alturas orientales. Contiene una población de 347 habitantes con escuela primaria, estafeta y pequeñas posadas. Es concurrida en los meses de verano por sus buenos baños de mar. El nombre proviene del verbo ilon y de la partícula ca, significando comer pescado. 
Francisco Solano Asta-Buruaga y Cienfuegos, Diccionario Geográfico de la República de Chile (1897 ) 

### Terremoto y tsunami del 27 de febrero de 2010

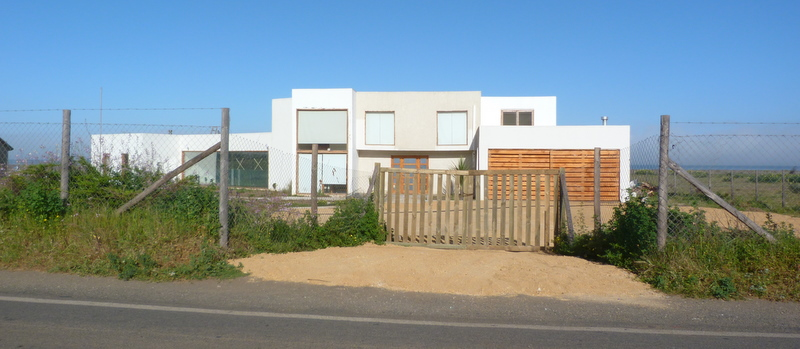
Nuevas Casas en Iloca Post-Tsunami

Iloca fue una de las más dañadas por el terremoto de Chile de 2010, y sobre todo por el posterior tsunami que se produjo horas más tarde. Aunque sólo fueron daños materiales, pues afortunadamente no hubo pérdida de vidas humanas que lamentar. Acá se ve cómo quedó el Tenencia de Carabineros de Chile después del Tsunami, la que en la actualidad se encuentra más alejada del mar (y a una mayor altura que antes de la catástrofe), en las cercanías del cerro que se encuentra a las espaldas de Iloca. Se habla de que un 70% de las construcciones, incluyendo las localidades conurbanas de Duao y La Pesca, quedaron destruidas tras la catástrofe. Edificios como escuelas, la única del pueblo, la posta, y el circo de "Las Montini", que presentaba su espectáculo desde enero en el balneario, quedaron completamente destruidos. Además, Iloca contaba con un camión de los bomberos, el cual ya no está en funcionamiento, esta foto del camión de los Bomberos de Iloca.
El cabo primero Fabián Garrido (36) y el carabinero Martínez (23), de la Tenencia (T) Iloca, recorrieron en sus patrullas la localidad y gracias a sus oportunos anuncios por los megáfonos de los carros policiales, salvaron la vida de los veraneantes que en ese momento dormían o estaban desveladas tras el terremoto. Según sus relatos "La gente tenía conciencia que había que arrancar a las zonas más altas de seguridad tras el anuncio de un tsunami, pero al escucharnos confirmaron su impresión, la ratificaron", "Tuvimos que tomar en brazos a una pareja de abuelitos que no querían abandonar su casa, que nos decían que querían morir ahí, porque pensaban que se acababa el mundo".

## Turismo

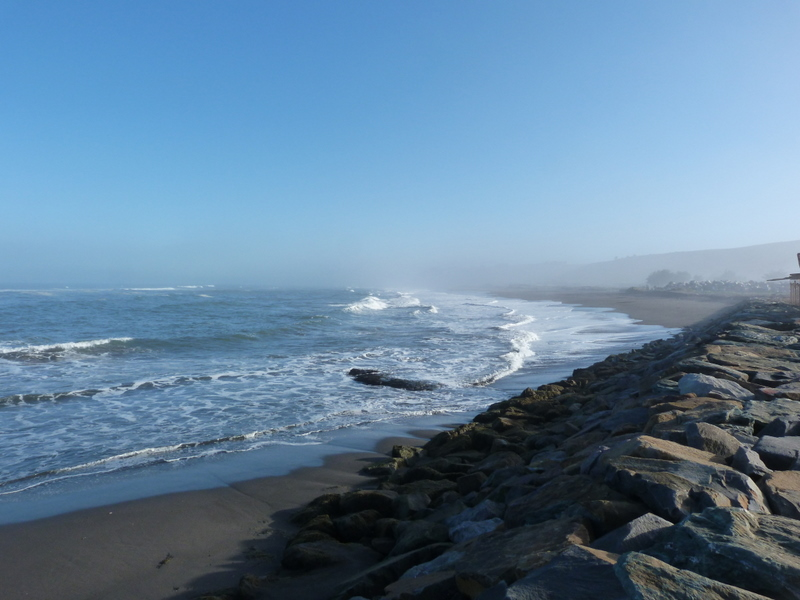
Costa Iloca

Este popular balneario se encuentra a 117 kilómetros al oeste de Curicó, aproximadamente a 2 h en automóvil. Es un camino muy lindo, aunque con muchas curvas y cuestas. Si se quiere llegar desde Santiago de Chile son 305 kilómetros y 5 horas de viaje. Según el censo de 2002, tiene una población de 345 habitantes regulares, sin embargo durante la temporada de verano esta cifra se eleva considerablemente. El balneario es conocido por ser uno de los más visitados de la región junto con Constitución. La Cámara de Turismo y Comercio Borde Costero de la VII Norte, nos entrega más información sobre esta costa, incluyendo a Iloca.

### Zona de La Pesca

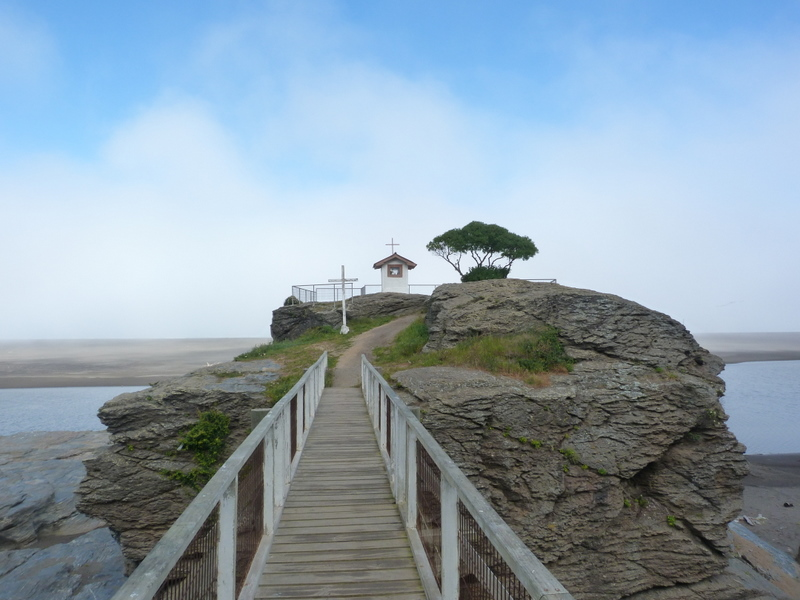
Peñón de San Pedro, patrono de los pescadores.

Un poco más al sur de Iloca se encuentra un sector llamado La Pesca, sobre la desembocadura del río Mataquito. Hermoso lugar que se destaca por tener una magnífica vista del río y de playas muy extensas, además, porque ahí se encuentra "El Peñón de San Pedro"; enorme roca con una gruta sencilla y un puente colgante para acceder a ella. Desde aquí se dispone de una espectacular vista del imponente Océano Pacífico que recibe al río Mataquito.

## Proyecto Ruta Caletas del Maule
Iloca pertenece al proyecto Ruta Caletas del Maule, el cual surge tras el terremoto y tsunami del 27 de febrero de 2010 que destruyó gran parte de las localidades del sector: El principal motivo de este proyecto es apoyar la recuperación de la pesca artesanal de la región del Maule y agregar valor al turismo del sector.

## Galería

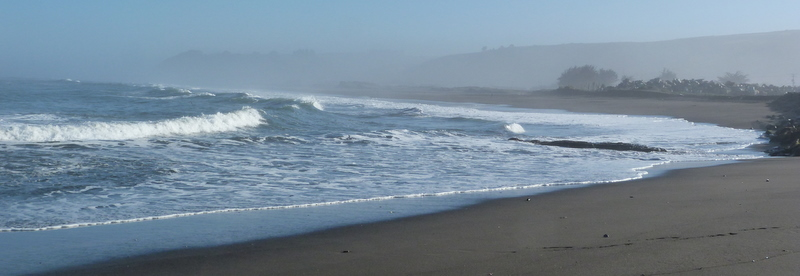
Playa norte de Iloca.
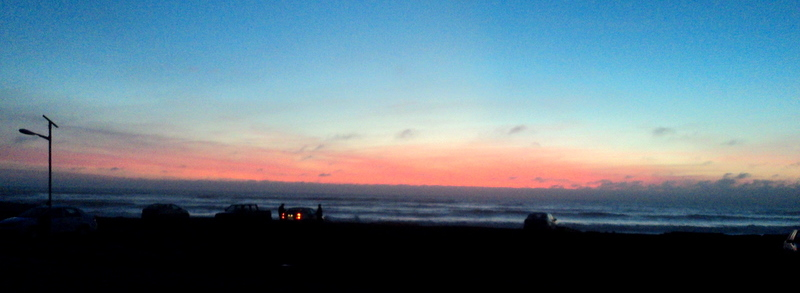
Puesta de sol en Iloca.
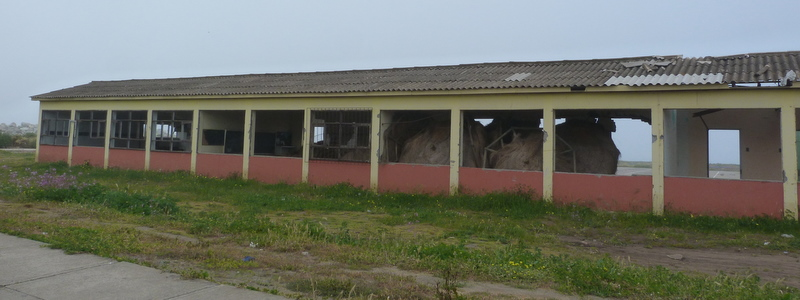
Ex Escuela de Iloca, devastada por el Tsunami.
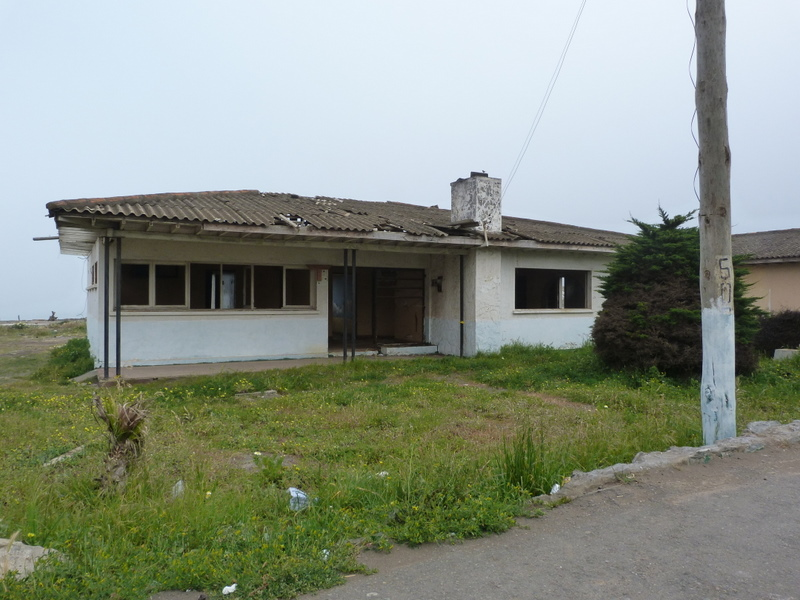
Ex-Tenencia de Carabineros de Chile Post- Tsunami.
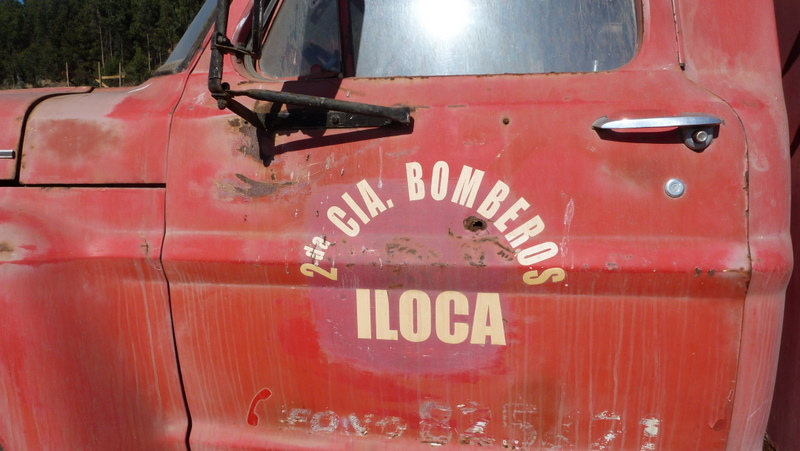
Bomberos de Iloca.
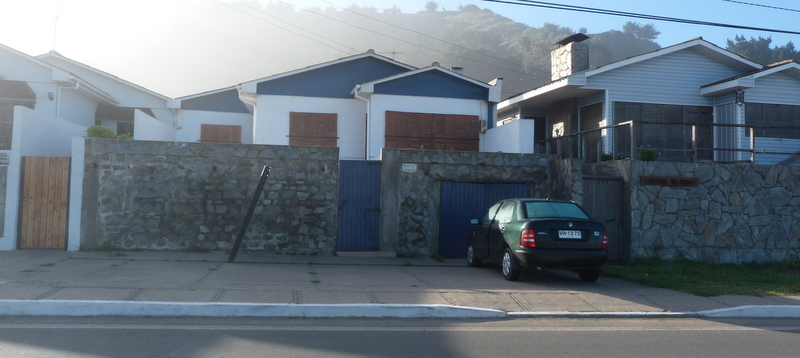
Casas en la Avenida Besoaín.
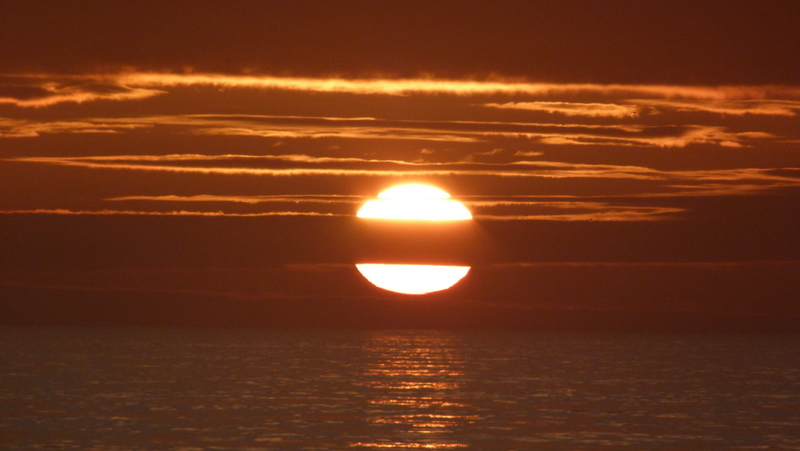
Puesta de sol en Iloca
Rompeolas
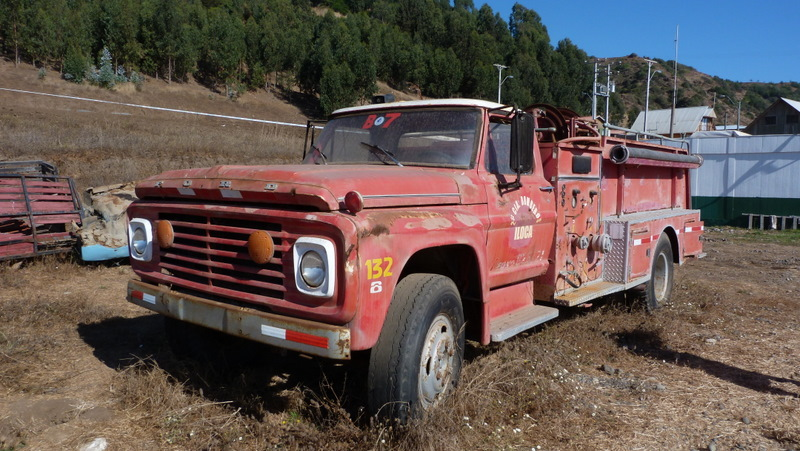
Bomberos de Iloca
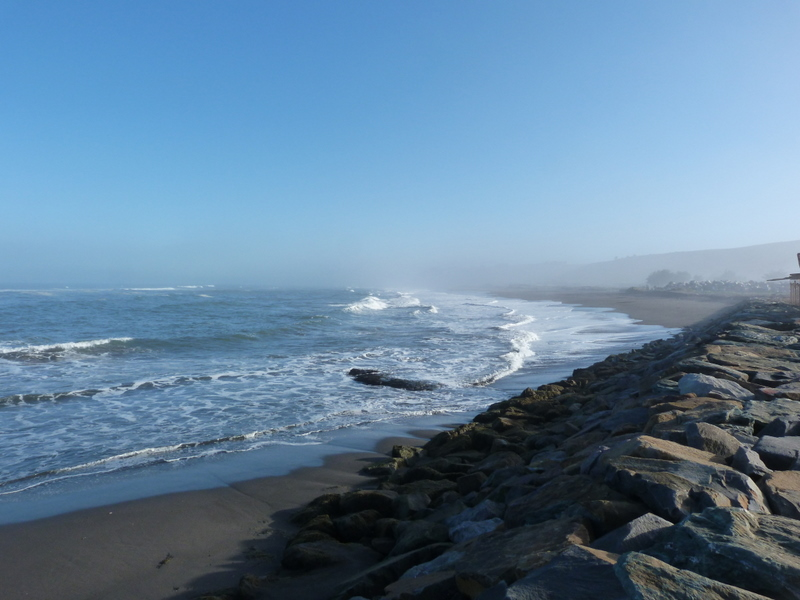
Costa Iloca
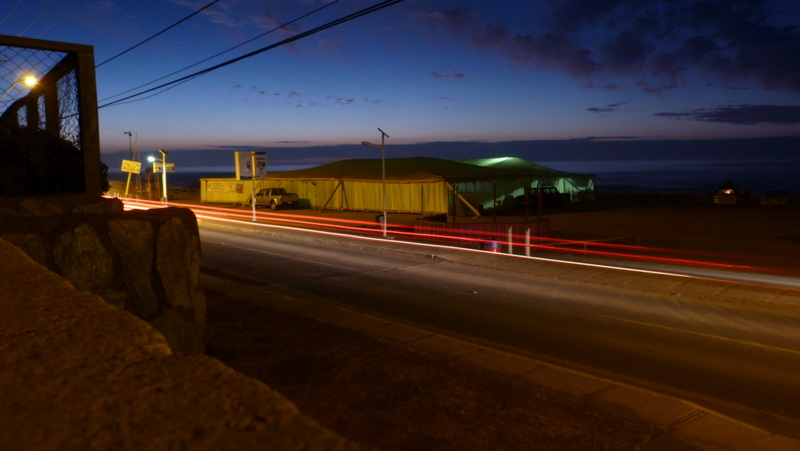
Atardecer en la Avenida Besoain
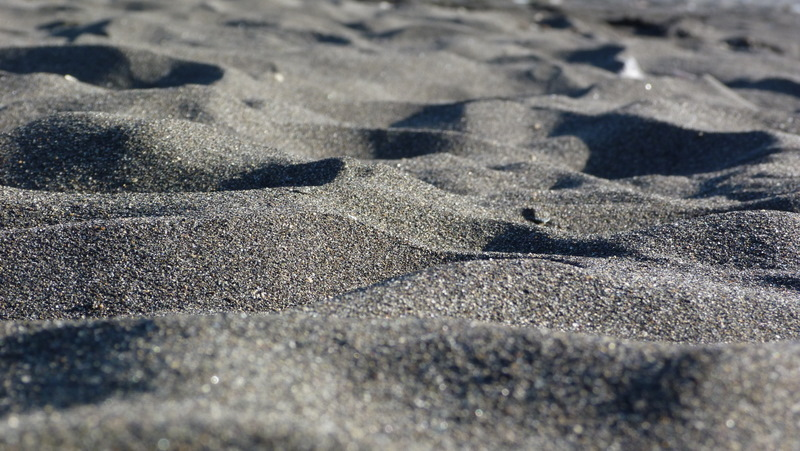
Clásica arena gris de iloca
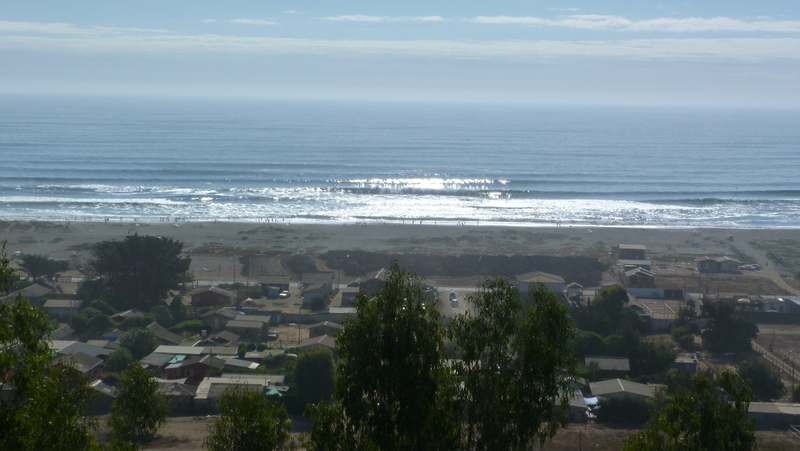
Vista de Iloca desde el Cerro
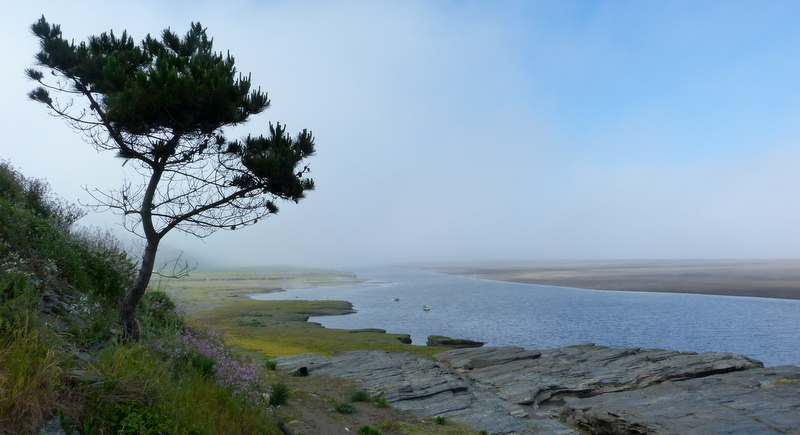
Playa sur de Iloca, en el sector de La Pesca.